# 풀비오 살라만카
풀비오 살라만카(Fulvio Salamanca, 1921년 8월 19일 ~ 1999년 5월 25일)는 지휘자·피아노 주자이다. 살라만카는 산타페주(州)의 모리나시(市)에서 태어나 소년시절을 코르도바시(市)에서 보냈으며, 피아니스트로서 코르도바에서 활약하기도 하였다. 1940년 후안 다리엔소로부터 피아니스트 및 편곡자로서의 재능을 인정받아 부에노스아이레스로 이주, 다리엔소 악단의 스타 플레이어로서의 이름을 떨쳤다. 1957년에 독립하여 자기 악단을 조직, 스트링 섹션을 담당하고 거기에 그의 독특한 스타카토를 곁들여 신선한 플레이로 탱고계의 화제가 되었다.  작품에는 <비엔토 스우르> 등이 있다.